# GNOME Web
GNOME Web es un navegador web libre que usa el motor de renderizado WebKit para el entorno de escritorio GNOME. Es descendiente del navegador Galeon y también está disponible para macOS. Hasta el año 2012 recibía el nombre de Epiphany.

## Desarrollo
Epiphany fue desarrollado por Marco Pesenti Gritti tomando como base el navegador Galeon (desarrollado por él mismo) con el objetivo de crear un navegador que cumpliera totalmente con las guías de interfaz humana de GNOME y que a su vez ofreciera una experiencia de uso muy simple. Es por este motivo que Epiphany no tiene temas propios, sino que usa las configuraciones especificadas en GNOME desde su centro de control.
Pertenece a la familia de navegadores web que utiliza el motor de renderizado WebKit para desplegar las páginas web. Hasta la versión 2.26.3 del navegador usaba el motor de renderizado Gecko, pero el equipo desarrollador de Epiphany decidió dejarlo y seguir adelante solo con el motor WebKit.
Epiphany soporta navegación por pestañas, manejo de cookies, bloqueo de ventanas emergentes y un sistema de extensiones.
Epiphany 2.28 en septiembre de 2009 alcanzó una puntuación 100/100 en la prueba Acid3.
Con la versión de GNOME 3.4 (2012), Epiphany fue renombrado Web. Sin embargo, el nombre Epiphany todavía se utiliza internamente para el desarrollo, en el seguimiento de errores y en el código fuente. El paquete sigue siendo epiphany-browser en distribuciones como Debian o Ubuntu.

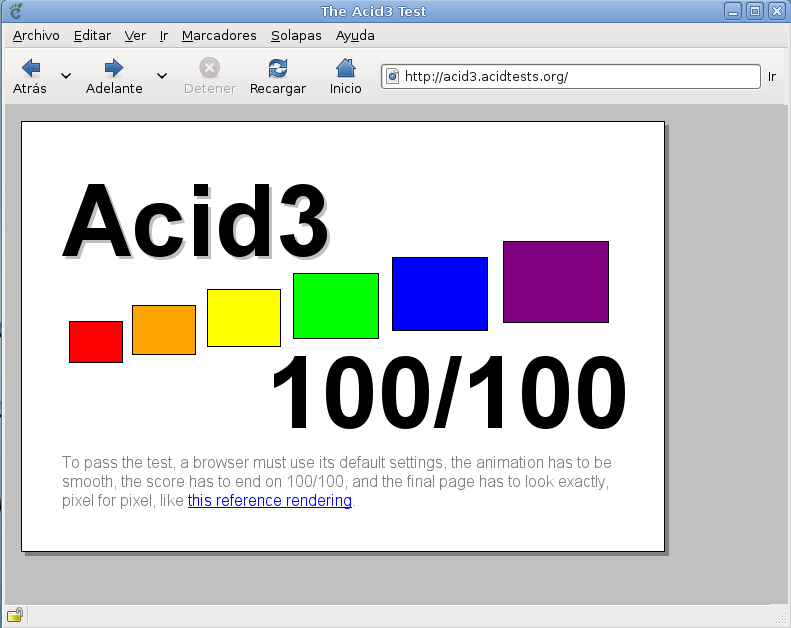
Prueba Acid3 en Epiphany 2.28 con WebKit.

Web reutiliza los marcos y la configuración de GNOME. Por lo tanto, su tema de interfaz de usuario es el tema por defecto de GNOME, los ajustes de red con la configuración GNOME NetworkManager, la impresión con el sistema de impresión GNOME, los ajustes con GSettings y las configuraciones de aplicaciones predeterminadas de GNOME.
El gestor de preferencias incorporado para Web está diseñado para presentar al usuario sólo configuraciones básicas específicas del navegador. Toda la configuración avanzada se realiza con las herramientas del configurador GSettings, como el dconf (línea de comandos) predeterminado de GNOME y el editor dconf (gráfico). Web sigue las Guías de Interfaz Humano de GNOME y los cambios de diseño de toda la plataforma. Por ejemplo, en la versión Web 3.4, el menú para las acciones de toda la aplicación se movió al panel superior de la GNOME Shell y la barra de menús se reemplazó con el botón "super menú", que activa la visualización de entradas de menú específicas de ventana.

## Características

### Marcadores
Mientras que la mayoría de navegadores ofrecen un sistema jerárquico de marcadores basado en carpetas (directorios), Epiphany utiliza marcadores categorizados, en dónde un único marcador (por ejemplo "Epiphany") puede ser contenido en múltiples categorías (como "navegadores web", "GNOME" y "programas de computadora"). Las categorías especiales incluyen marcadores que han sido usados frecuentemente ("Más visitados") y marcadores que no han sido categorizados todavía. Esto es similar a los "lugares" de Firefox 3.0, característica que integra marcadores e historial en una base de datos SQLite. Otro concepto innovador de Epiphany (aunque incluido originalmente en Galeon) son los "Marcadores Inteligentes", se accede a ellos por medio de una palabra escrita en la barra de direcciones.

### Extensiones
Hasta la versión 3.6, Web era extensible con un sistema de complementos llamado epiphany-extensions. Este paquete era distribuido por los desarrolladores de Web y contenía las extensiones oficiales. Desde la versión 3.8, este sistema se eliminó debido a problemas con la estabilidad y el mantenimiento, y algunas extensiones populares se trasladaron en su lugar a la aplicación principal. Un nuevo sistema de complementos está previsto para el futuro.

### Modo de aplicaciones web

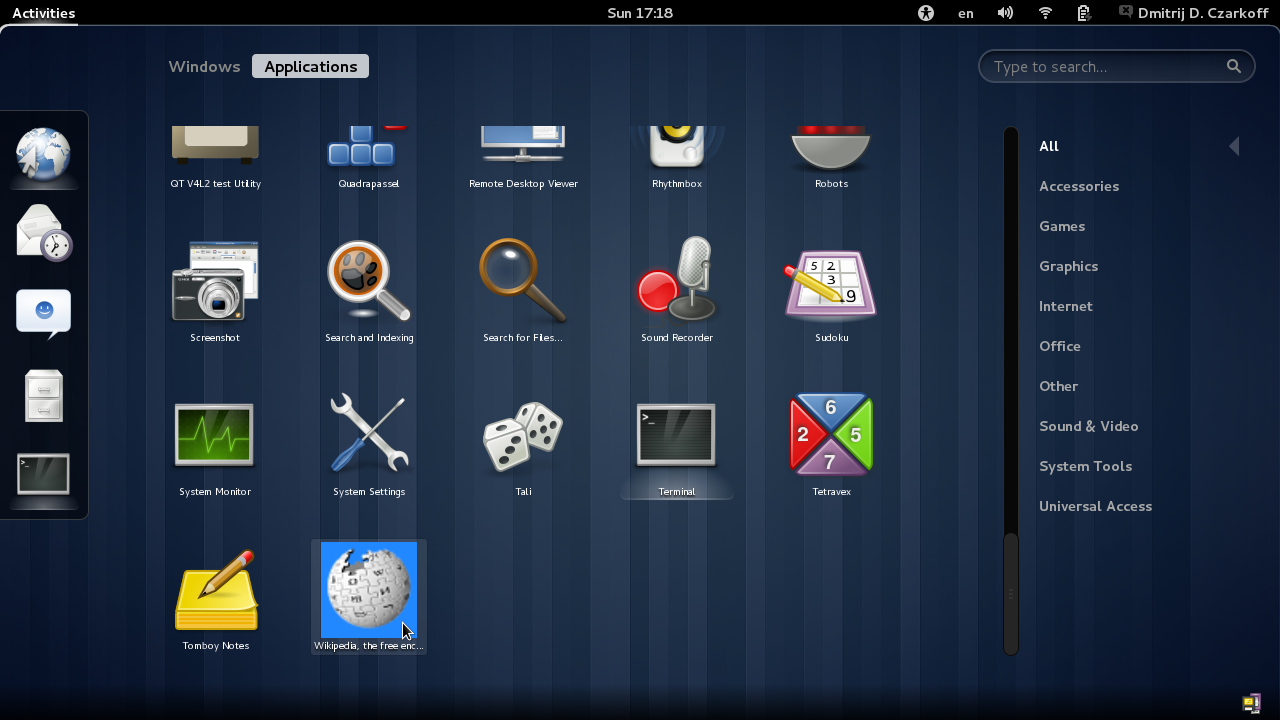
Lanzador de aplicación web de Wikipedia entre aplicaciones de escritorio.

Desde GNOME 3.2, Web permite crear lanzadores de aplicaciones para aplicaciones web. La invocación posterior de un iniciador se presenta como una sola instancia simple de Web limitada a un dominio, con enlaces externos que se abren en un navegador normal. El iniciador creado de esta manera es accesible desde el escritorio y no está limitado a GNOME Shell.

### Sincronización de Firefox
Desde GNOME 3.26, Web tiene soporte para Firefox Sync, que permite a los usuarios sincronizar sus marcadores, historial, contraseñas y pestañas abiertas con Firefox Sync. Luego se pueden compartir entre cualquier copia de Firefox o Web que el usuario inicie en Firefox Sync.

## Curiosidades
Si se teclea "about:epiphany" en la barra de direcciones aparecerá una página de color azul con el siguiente texto en francés de Antoine de Saint-Exupéry:

« Il semble que la perfection soit atteinte non quand il n'y a plus rien à ajouter, mais quand il n'y a plus rien à retrancher. »

En español:
«Parece que la perfección no se logra cuando no hay nada más que agregar, sino cuando no hay nada más que quitar».